# Jakub Edelstein
Jakub Edelstein (ur. 25 lipca 1903 w Horodence, zm. 20 czerwca 1944 w Auschwitz-Birkenau) – czechosłowacki syjonistyczny socjaldemokrata oraz pierwszy przewodniczący Judenratu w getcie Theresienstadt, ofiara Zagłady Żydów.

## Życie i praca
Jakub Edelstein był Żydem urodzonym w rodzinie Żydów aszkenazyjskich w Horodence, dawniej Austro-Węgry, dziś Ukraina. Jego rodzina – Motl, Mattil Edelsteinowie (rodzice) oraz siostra Dora podczas pierwszej wojny światowej uciekli do Brna na Morawach, by uniknąć pogromu antyżydowskiego urządzonego przez wojska rosyjskie. Edelstein przebywał w Brnie, podczas gdy jego rodzina w dwudziestoleciu międzywojennym wróciła do Horodenki. Po ukończeniu studiów w szkole biznesu udał się do Cieplic (Czechy) by rozpocząć tam pracę jako komiwojażer.
W 1926 roku działał w syjonistycznej organizacji młodzieżowej, kilka lat później w 1929 dołączył do Histadrutu (organizacja związków zawodowych). W 1931 wziął ślub ze swoją narzeczoną Miriam w Pradze, również tam w 1933 roku został powołany na stanowisko szefa biura palestyńskiego. Objął to stanowisko i pracował aż do zamknięcia biura przed wybuchem drugiej wojny światowej. W 1937 roku Edelstein wyemigrował do Palestyny, gdzie przez trzy miesiące pracował dla Karen Hayesod w biurze pozyskiwania funduszy, następnie wrócił do Pragi. Jakub Edelstein stał się oficjalnym przedstawicielem Żydów w kontaktach z Niemcami.

### II wojna światowa
W 1939 roku przebywając w Pradze robił wszystko, by Żydzi z Czechosłowacji nie zostali deportowani do Polski, gdyż ciężko byłoby im przetrwać warunki okupacji. 18 października 1939 roku Edelstein wraz z tysiącem ludzi z Moskwy udał się do Niska nad rzeką San (na południe od Lublina) w sprawie niemieckiego planu przesiedlenia Żydów w dystrykcie lubelskim. Plan ten się nie powiódł, a skutkowało to deportacją niektórych z nich do miejsca ich pochodzenia. Lata 1939–1941 za zgodą gestapo spędził w zagranicznych podróżach, które miały na celu poszukiwanie sposobów na przyśpieszenie emigracji Żydów. Odwiedził Bratysławę, Wiedeń, Berlin, Triest oraz Genuę. W październiku 1941 roku Niemcy podjęli decyzję o utworzeniu getta w Terezinie. Miało to być tymczasowe rozwiązanie dla Żydów z Protektoratu Czech i Moraw. W grudniu tego samego roku Edelstein udał się tam i został przewodniczącym Judenratu, a jego zastępcą był Otto Zucker i wspomagała go rada dwunastu. W grudniu 1943 naziści wywieźli go wraz z rodziną do Auschwitz-Birkenau, gdzie 20 czerwca 1944 został zamordowany.